# 阿爾韋特·里韋拉
阿尔韦托·卡洛斯·里韦拉·迪亚斯（西班牙語：Alberto Carlos Rivera Díaz；1979年11月15日—）是一位西班牙政治家，出生在巴塞隆納。自2006年至2019年，他擔任公民－公民黨的领袖。他曾在16歲時獲得加泰隆尼亞游泳錦標賽的冠軍，並且還從事過水球運動。

## 经历
1979年出生。父亲是巴塞罗那市巴塞罗内塔区居民。母亲是马拉加省人。16岁时获得加泰罗尼亚游泳锦标赛的冠军。后进入拉蒙·柳利大学ESADE法学院，大学期间从事水球运动，还参加了校辩论队的比赛。2001年通过伊拉斯谟计划在芬兰赫尔辛基大学留学。
毕业后的2002年9月进入巴塞罗那储蓄银行法律部门工作，同时在巴塞罗那自治大学攻读宪法学研究生。期间曾在人民党青年组织“新世代”活动，同时还加入了劳动者总联盟。
2006年当选新成立的公民－公民党主席。由于对加泰罗尼亚民族主义持反对态度，他于2007年9月收到了死亡威胁。
2019年11月11日，他的政黨在前一天的大選中取得令人失望的結果後（57席次損失超過80%劇減至10席次），他辭去了公民黨主席的職務，並離開了政壇，專注於個人生活。